# Charles de Belle
Charles de Belle (né le 16 mai 1873 à Budapest et mort le 3 septembre 1939 à Montréal) est un peintre canadien.

## Biographie
De 1889 à 1992, il s'inscrit à l'atelier de Mihály Munkácsy. Il a exposé à la Royal Academy of Arts et à la Royal Hibernian Academy où il gagne un prix en 1896. Il s'installe à Montréal en 1912 avec sa famille. Il peint des portraits d'enfants ainsi que des paysages.

## Illustrations
- Quand chantait la cigale, 1936[4].

## Musées et collections publiques
- Musée d'art de Joliette
- Musée de la civilisation[5]
- Musée des beaux-arts de Montréal
- Musées des beaux-arts du Canada[6]
- Musée national des beaux-arts du Québec[7]
- Musée québécois de culture populaire (reproductions photographiques d'œuvres)
- Univers culturel de Saint-Sulpice